# それいけ!アンパンマン すくえ! ココリンと奇跡の星
『それいけ!アンパンマン すくえ! ココリンと奇跡の星』（それいけ!アンパンマン すくえ!ココリンときせきのほし）はやなせたかしによるアニメ及び絵本映画『それいけ!アンパンマン』シリーズ通算第23作。同時上映は『それいけ!アンパンマン うたって てあそび! アンパンマンともりのたから』。
キャッチコピーは「アンパンマンがえいがでげんきをとどけるよ！」。

## 概要
アンパンマンの映画作品第23作品目。
戦時下での貧困の原体験のある原作者・やなせたかしのアンパンマンの原点でもある「食」をテーマに、食べ物の大切さ、誰かのために愛情を込めて食べ物を作る事が最高の愛情表現と感じ取れるような映画にしている。制作決定は東日本大震災後であったが、「つらい時には笑うことで元気が出てくる」との意向で通常通り制作されている。
ゲスト出演は声優初挑戦となる松雪泰子（スターダストプロモーションからは2年連続の起用）のほか、やなせ本人も出演する。
映画公開にあわせ原作絵本『それいけ!アンパンマン すくえ!ココリンときせきのほし』も制作されている。
上映時間は第3作『とべ! とべ! ちびごん』以来50分を切り、以後も第27作までの長編は50分未満の上映時間となっている。
第14作『ロールとローラ うきぐも城のひみつ』以来、エンディング後にエピローグが挿入されている。このエピローグは次作『よみがえれ バナナ島』の冒頭部に直接繋がる構成となっている。
全国132スクリーンで公開され、2011年（平成23年）7月2、3日の初日2日間で興収4,371万3,600円、動員3万8,186人になり映画観客動員ランキング（興行通信社調べ）で初登場第9位となった。これはアンパンマン映画歴代第2位の好成績であり、前売券販売数も前年比283%になっている。ぴあ初日満足度ランキングでも第1位に評価されている。震災の影響で封切館数は20館ほど絞り、その代わり東北地方や広島、宮崎では夏休み後半に順次公開するスタイルとなった。
この作品がアニメーション制作における『東京ムービー』ブランドの最後の作品となり、次作から『TMS/3×CUBE』の制作ブランドとなった。さらに『メディアボックス』もこの作品を最後に映画配給を終了。次作からは『東京テアトル』の単独配給となった。
制作局の日本テレビでは、2012年（平成24年）7月20日と7月27日に再編集され、テレビ放送された。
本作の舞台となったヘンテ星は最終的に資源が枯渇し、住民はアンパンマンワールドに移住する事になるが、監督を務めた矢野によるとやなせはこの結末を見て「アンパンマンは迎え入れる選択ではなく『住めなくなった星を元に戻す』選択をするだろう」とコメントしたという。矢野はやなせ没後のインタビューで「故郷を元に戻すことをあきらめない」というやなせの故郷に対する思いの強さを知ったとコメントしている。

## ストーリー
遠いヘンテ星から地球へやってきたココリンは、その場に居合わせたクリームパンダの言動を曲解し、彼を「宇宙一のヒーロー」と勘違いしてヘンテ星へと連れ去った。ヘンテ星の暮らしは星の持つヘンテエネルギーに依存していたが、そのエネルギーが無くなろうとしていたことで星が存亡の危機に立たされていた。
評議委員長達に怒られ地球へと逃げてきたココリンは、ジャムおじさんからパン作りを習って星の危機を救おうと思うのだが、「真心を込めて」の意味をどうしても理解ができないため、何度パンを作っても失敗し、嫌になって飛び出してしまう。
そこにヘンテ星のヘンテエネルギーを狙うばいきんまんがやって来て、ココリンを騙してヘンテ星へ案内させる。ヘンテ星についたばいきんまん達、残りのヘンテエネルギーを全て強奪し、やみるんるんを使って悪のエネルギーに変換してしまう。
ココリンは悪のエネルギーを浴びせられ、ブラックココリンとしてヘンテ星へ駆けつけたアンパンマン達の前に立ちはだかる。

## 登場キャラクター（キャスト）
詳細はアンパンマンの登場人物一覧を参照。

### レギュラーキャラクター
アンパンマン
声 - 戸田恵子
パン作りが上手くいかないココリンに「大切なのは真心を込める事だ」と助言を与え、「僕はどんな時も君の味方だ」と約束する。
本作では、TVアニメでは避けられていた「首無し」（顔が全部なくなってしまう）状態が描写された。これは、ブラックココリンとなったココリンに地球での暮らし、みんなの真心を思い出し、元のココリンに戻すために自らブラックココリンの口に飛び込み顔を全部あげてしまったためである。
ばいきんまん
声 - 中尾隆聖
冒頭では町で開かれた祭りを襲撃しアンパンマンと戦うが、自身の発射したミサイルで宇宙まで吹き飛ばされてしまい、そのまま偶然辿り着いたヘンテ星で「ヘンテエネルギー」の存在を知る（なお、行き帰りと共に気絶していたため行き方を覚えておらず、ホラーマンからも「ばいきんまんらしいですねぇ」と呆れられていた）。その後、ジャムおじさんに変装してココリンを騙し、バイキンヘンテエネルギーメカでヘンテエネルギーを奪ってしまう。アンパンマン達の反撃によりドキンちゃん、ホラーマン共々UFOに変身しそのままアンパンチで退散させられた。エンディングでパン工場に行き、ココリンが真心を込めて作ったパンを食べて元の姿に戻った。
ジャムおじさん
声 - 増岡弘
「ヘンテ星の人々を救ってヒーローになりたい」と考えていたココリンのために、パンの作り方を教える。
バタコさん
声 - 佐久間レイ
めいけんチーズ
声 - 山寺宏一
ドキンちゃん
声 - 鶴ひろみ
ヘンテ星へ行くためにバタコさんに変装してココリンを騙す。ブラックココリンによってしょくぱんまんがUFOに変身させられた時は、「その姿も素敵」とメロメロになっていた。
ホラーマン
声 - 肝付兼太
ヘンテ星へ行くためにチーズに変装してココリンを騙す。
カレーパンマン
声 - 柳沢三千代
しょくぱんまん
声 - 島本須美
メロンパンナ
声 - かないみか
クリームパンダ
声 - 長沢美樹
ココリンに「ヘンテ星を救ってくれる宇宙一のヒーロー」と勘違いされて、ヘンテ星へ連れ去られてしまう。ブラックココリンになってしまったココリンを必死に説得するが、他の仲間達と同じくUFOに変身させられてしまう。
やみるんるん
声 - 佐久間レイ
みみせんせい
声 - 滝沢ロコ
ちびぞうくん
声 - 坂本千夏
ピョン吉
声 - 原えりこ
ウサ子
声 - 中村ひろみ
カバオくん
声 - 山寺宏一

### ゲストキャラクター
ココリン
声 - 松雪泰子
ヘンテ星に住んでいる宇宙人の少年。ヘンテエネルギーの欠乏に苦しむヘンテ星を救ってくれるヒーローを探し求めては騒ぎばかり起こすため、評議委員達を困らせていた。クリームパンダを連れて来た事で評議委員長の逆鱗に触れてしまい、宇宙へと逃亡し地球に辿り着く。宇宙船アンパンマン号が完成しヘンテ星へ帰れるようになるまで、ジャムおじさんからパン作りを教わるが、アンパンマンから聞いた「真心」の本当の意味を知らないため何度やっても美味しいパンが焼けず失敗し、自暴自棄に陥ってしまう。
その後、ばいきんまんによって、ブラックココリンになってしまったが、アンパンマンが元のココリンだった頃の記憶を呼び覚ませるように自分の顔を全部あげたため、本当の真心を知り元に戻った。それから、その本当の真心の下に、ジャムおじさんの代わり（体がUFO状態で手がなく体がふわふわと浮かんでしまうため）にアンパンマンの新しい顔を丁寧に作った。ばいきんまん達が退治されたあとは、ジャムおじさん達と沢山のパンをヘンテ星の人々に振る舞う。
ブラックココリン
声 - 山寺宏一
ばいきんまんが奪取したヘンテエネルギーにやみるんるんがとりついてできた「悪のエネルギー」を浴びせられて巨大な黒い怪物になったココリン。自身がココリンだった頃の記憶を失っているため、アンパンマンやクリームパンダの説得さえ聞き入れない。ばいきんまんの命令に従い、アンパンマン達やヘンテ星の住人に襲いかかる。ブラックココリンの吐く毒ガスを浴びるとUFOになってしまう。アンパンマンが自分の顔を全部あげたことで、ブラックココリンは地球での暮らし、みんなの真心を思い出して、元のココリンに戻る。
評議委員長
声 - 藤井恒久（日本テレビアナウンサー）
ヘンテ星の評議委員長。ヘンテエネルギーが欠乏しかけている星の危機を救おうとしているが、有効な手立てが見つからずにいる。星の民の飢えを救うヒーローをみつけようと騒ぎばかり起こすココリンにあきれている。
評議員
声 - 宮川美保、横尾博之、佐久間レイ、堀内賢雄
監視ロボ
声 - 山寺宏一（パトランタイプ）、足立梨花（お掃除ロボ）
ヘンテ星をパトロールし、異常を見つけたら仲間に知らせるロボット。町を掃除したり、機械や施設の説明をしたりする。

### その他の登場キャラクター
タイコマン
声 - 堀内賢雄
1991年の『ドキンちゃんのドキドキカレンダー』以来20年ぶりの登場。
アンコラ
崖から落ちそうになったところをアンパンマンに助けられた。
ヤギおじさん
おくらちゃん
ネギーおじさん
モオさん
りんごちゃん
ミカンぼうや
シブガキじいさん
かつぶしまん
しらたまさん
うなぎまん
どんぶりまんトリオ
てんどんまん
カツドンマン
かまめしどん
以上、エンディングのみの登場で台詞なない。
やなせうさぎ
声 - やなせたかし
物語のラストに登場。お腹を空かせていた所をアンパンマンに助けられる。映画にやなせうさぎが登場するのは2度目。前作『ブラックノーズと魔法の歌』に似たような人物が登場している。　

## 用語
ヘンテ星
ココリン達が住む、遠い宇宙にある卵型の惑星。無数に空けられた空洞を潜り抜けた先には半球形の空中都市が広がっている。全てが人工物によって形成された星であるため、地球のように植物や昆虫等の自然が一切存在しない。アンパンマン達の住む地球よりも科学技術が発達しており、1000年もの間「ヘンテエネルギー」の恩恵を受けコンピューターやロボットに囲まれた豊かな生活を送って来た。しかし、大量消費が進むにつれヘンテエネルギーの枯渇化が問題視されるようになり、更にばいきんまんに残り少ないエネルギーを全て奪われたせいで完全に崩壊し、滅亡に至る。その後、星ごと地球に持ち込まれ、ヘンテ星人は全員地球で自給自足の生活を営むことになった。
ヘンテエネルギー
ヘンテ星に1000年前から存在するエネルギー。星の住人がこのエネルギーを大量消費し続けた結果、エネルギーの枯渇が深刻化となってしまう。ばいきんまんに残り僅かとなったエネルギーを奪われると星中のロボットやコンピューターの機能が停止し、ヘンテ星がバラバラに壊滅してしまった。
ヘンテカプセル
ヘンテ星独自の食べ物。ヘンテエネルギーによって作られており、1粒服用するだけで満腹になれる。パンやお菓子といった普通の食べ物を知らないヘンテ星の民はこのカプセルのみで食事を済ませていたが、ヘンテエネルギーの欠乏が危機的状況に陥ってからは生産されなくなってしまい、住人はたちまち食糧危機に陥る。

### 乗り物
宇宙船アンパンマン号
ココリンをヘンテ星まで送るためにジャムおじさん達が作った宇宙船。ヘンテエネルギーをばいきんまんに奪われヘンテ星が壊滅した所へ着陸した。ブラックココリンの毒ガスを浴び、ジャムおじさんらと同様にUFOに変形してしまった。
ヘンテ星の宇宙船
ボール型の小型宇宙船で、子供一人でも操縦ができ、ココリンも所有している。ヘンテ星から宇宙へ逃亡する際にココリンとクリームパンダが搭乗していたが、ばいきんまんのミサイルと衝突した事で半壊し、そのまま地球へと墜落した（中にいた2人は墜落前にアンパンマン達によって無事に救出された）。

#### バイキンメカ
バイキンUFO
ニセ宇宙船アンパンマン号
宇宙船アンパンマン号に似せた外見で、顔がばいきんまんのものになっている宇宙船。ばいきんまんがヘンテ星のヘンテエネルギーを強奪するために作った。ココリンをジャムおじさんたちの変装で騙して乗せ、ヘンテ星まで案内させた。底部からは爆弾を撃ち出す事が可能でヘンテ星のあちこちを破壊してしまう。ヘンテエネルギーのタンクに到着すると、ココリンを用済みとして外へ追放し、バイキンヘンテエネルギーメカに変形した。
バイキンヘンテエネルギーメカ
ニセ宇宙船アンパンマン号から変形した、球体状のボディに脚部が付いたロボット。ばいきんまんがヘンテエネルギーの秘密に着目し開発した。バキューム状の口でヘンテエネルギーを全て吸い取ってしまう。そしてやみるんるんとヘンテエネルギーの力で、「最強の悪のエネルギー」を作り出し、ココリンをブラックココリンに変えてしまう。ココリンが元の姿に戻り、アンパンマン達が復活してからは、ロケットパンチを装備した戦闘形態に変形し、悪のエネルギーとアンパンチすら物ともしない強靭な装甲でアンパンマン達を苦戦させるが、宇宙船アンパンマン号のノーズパンチでバランスを失い、更にアンパンマン・しょくぱんまん・カレーパンマンに悪のエネルギーを反射させられ、操縦するばいきんまんたちもろともUFOに変身させられ強靭な装甲を失ったところを、アンパンチで貫かれ破壊された。

## スタッフ
- 製作 - 岡村秀樹
- 企画 - 奥田誠治
- 原作 - やなせたかし「すくえ! ココリンときせきのほし」（フレーベル館刊）
- プロデューサー - 中谷敏夫、久保雄輔、吉野朋子、星野恵
- 主題歌 - やなせたかし、三木たかし
- 脚本 - 島田満
- 音楽 - いずみたく、近藤浩章
- キャラクターデザイン・作画監督 - 前田実
- 美術監督 - 石垣努、光元博行、小山田有希
- 色彩設計 - 原田幸子
- 撮影監督 - 佐々木明美
- 編集 - 小宅貴史
- 音響監督 - 山田知明
- 音楽監督 - 鈴木清司
- 音響効果 - 糸川幸良
- 演出 - 山内東生雄、日巻裕二
- 文芸担当 - 飯沢洋子
- 担当プロデューサー - 岩崎和義
- 監督 - 矢野博之
- 原画 - 菖蒲隆彦、星名靖男、川越淳、清水健一、志村恵美子、阿部純子、山中純子、和田佳純、他
- アニメーション制作 - 東京ムービー
- 協力 - 読売新聞社
- 配給 - 東京テアトル
- 制作 - アンパンマン製作委員会2011（日本テレビ、VAP、トムス・エンタテインメント、フレーベル館、やなせスタジオ）

## 楽曲
- オープニング「アンパンマンのマーチ」

作詞：やなせたかし、作曲：三木たかし、歌：ドリーミング
今作では、ばいきんまんと戦うアンパンマンを応援する為にカバオくん達も歌っている。
- テーマ曲「生きてるパンをつくろう（Brand New ver.）」

作詞：やなせたかし、作曲：いずみたく、編曲：近藤浩章、歌：増岡弘（ジャムおじさん）、佐久間レイ（バタコさん）
歌詞の一部である「食べずに居れば死んでしまう」が「食べずに居れば生きられない」に変更されている。
- エンディング「勇気りんりん」

作詞：やなせたかし、作曲：三木たかし、歌：ドリーミング
今作では、アウトロ部分でフェードアウトし、アンパンマンがお腹を空かせたやなせうさぎに顔を与えるシーンが導入されている。

## それいけ!アンパンマン うたって てあそび! アンパンマンともりのたから
『それいけ!アンパンマン すくえ! ココリンと奇跡の星』の同時上映作品。観客が一緒に歌や手遊びで楽しむことを想定した作品となっている。本作以降、アンパンマンの同時上映作品は「歌と手遊び」が題材になっている。

### ストーリー
ばいきんまん、ドキンちゃん、ホラーマンの3人は、ある日森の中で「手のひらを太陽に」に合わせて手遊び歌に興じている動物達と出会う。そんな動物達を束ねているのが、キンタローの孫娘のキンタンだった。
キンタンは、自身の祖父であるキンタローの『森の宝』をジャムおじさんのパン工場まで届ける事になっていた。宝に目が眩んだばいきんまんとドキンちゃんは何とか横取りしてみせようと企み、彼女と同行する事に。果たしてキンタンは無事にパン工場まで森の宝を届ける事はできるのか？

### 登場キャラクター（キャスト）

#### レギュラーキャラクター
アンパンマン
声 - 戸田恵子
本作では出番が少なめで後半からの登場となる（ジャムおじさん・バタコさん・チーズも同様）。偶然出会ったキンタンをパン工場まで連れて行く。
ばいきんまん
声 - 中尾隆聖
森の宝をキンタンから奪おうと試みる。作戦は全て失敗に終わったが、終盤でキンタンからキンタン飴をお裾分けしてもらった。
ジャムおじさん
声 - 増岡弘
キンタローが残したレシピを基に、皆でキンタン飴作りに取り掛かる。
バタコさん
声 - 佐久間レイ
めいけんチーズ
声 - 山寺宏一
動物と会話が出来るキンタンに激しく驚いていた。
ドキンちゃん
声 - 鶴ひろみ
ばいきんまんと共に森の宝の略奪を図る。
ホラーマン
声 - 肝付兼太
前半はばいきんまん達と同行していたが、パン工場に到着してからはアンパンマン達と一緒にキンタン飴作りを手伝っていた。手遊び歌のパートでは、観客へ向けて一緒に手遊びをするよう促したり振り付けの簡単な説明をしたりしている。

#### ゲストキャラクター
キンタン
声 - 大沢あかね
キンタローの元気な孫娘。ターザンの姿をしている。力持ちで身体能力も高い。ジャムおじさんに渡す『森の宝』を預かっている。
一人称は「おいら」で男口調で話すが、動物と会話することができる。歌が大好き。
キンタロー
キンタンの祖父。孫娘のキンタンへ森の宝を託す。回想のみ登場で、台詞は無い。

#### その他のキャラクター
カレーパンマン
しょくぱんまん
森の動物
声 - 牧口真幸

### 乗り物
アンパンマン号（飛行形態）
ドキンUFO
キンタンにバイキンUFOもろとも投げ飛ばされてしまった。

#### バイキンメカ
バイキンUFO
ドキンUFOと共にキンタンに投げ飛ばされてしまった。

### 道具
森の宝
大きな葛籠に納められたキンタローのお宝。鍵がかかっており、四股を踏む事で蓋が開く。中身はキンタン飴（金太郎飴）の見本で、キンタローがジャムおじさんに作ってもらう為に入れておいたものだった。ジャムおじさんへのメッセージと飴のレシピが書かれた紙切れや使い古しのまさかりも同梱されていた。

### スタッフ
- 原作 - やなせたかし「アンパンマンともりのたから」（フレーベル館刊）
- 製作 - 岡島秀樹、大島満
- プロデューサー - 大島朋子、久保雄輔、中谷敏夫、星野恵
- 脚本 - 友永コリエ
- 音楽 - いずみたく、近藤浩章
- キャラクターデザイン - 前田実
- 作画監督 - 阿部航
- 美術監督 - 小山田有希
- 色彩設計 - 平山礼子
- 撮影監督 - 西尾仁志
- 編集 - 小宅貴史
- 音響監督 - 山田知明
- 音楽監督 - 鈴木清司
- 音響効果 - 糸川幸良
- 文芸担当 - 飯沢洋子
- 担当プロデューサー - 飯沢和義
- 監督 - 大賀俊二
- 原画 - 本沢拓海、鳥居愛緒、鈴木信一、松田芳明、増田清美、小丸敏之、川西才治、薄谷栄之、増田敏彦、阿部航
- 第二原画 - 石塚佐恵、大村将司、青木一恵
- 製作 - バップ

### 楽曲

#### オープニング・エンディング
『手のひらを太陽に』
作詞：やなせたかし 作曲：いずみたく、編曲：近藤浩章、歌：ドリーミング

#### 挿入歌
エンディングではいずれもクレジットされていない。
『幸せなら手をたたこう』
2番、3番の歌詞はばいきんまん、4番はキンタン達による替え歌に差し替えられている。
『いくぞ!ばいきんまん』
交響曲第5番『運命』の替え歌
『とんとんとんとんアンパンマン』
『金太郎』